# Cardiodectes medusaeus
Cardiodectes medusaeus är en kräftdjursart som först beskrevs av C. B. Wilson 1908.  Cardiodectes medusaeus ingår i släktet Cardiodectes och familjen Pennellidae. Inga underarter finns listade i Catalogue of Life.